# Santiago (parroquia de Loja)
Santiago, es una de las parroquias rurales más antiguas del cantón Loja y de la provincia de Loja, en Ecuador, pues se creó con la misma fundación española de Loja. Dista de la ciudad de Loja, unos 32 km siguiendo la carretera panamericana con dirección a Cuenca. Está al noroeste de la ciudad de Loja, a unos 24 km en línea recta. Su población en la actualidad se estima unos 1000 habitantes, esto se ha ido reduciendo con el paso de los años y eso se comprueba ya que en la Parroquia como tal existe un gran número de casas vacías o abandonadas. 
Las coordenadas Geográficas son:
- Latitud: 3º 47’ 37”
- Longitud: 79° 16’ 55”

Actualmente posee una extensión Superficial de: 102,03 km²
Se ubica a unos 2450 m.s.n.m, y tiene un clima agradable, está surcada por algunos ríos, siendo el principal el del mismo nombre, cuyos afluentes son las quebradas de Minas, Sauce, Shininga, San Antonio, Tacuri, Tiura, Sayo, Cachipirca y Gandil.
Santiago, durante la Colonia, fue parte de la llamada Provincia de Ambocas junto con El Cisne, Chuquiribamba, San Pedro de la Bendita y San Lucas. 
En el barrio Cachipirca existen aún vestigios de un antiguo asentamiento indígena de importancia que, no ha sido estudiado hasta la fecha. El mismo está cerca del antiguo camino Inca que va hacia Ciudadela o Tambo Cocha.
El barrio Cachipirca se encuentra a unos 30 minutos de su parroquia, podemos movilizarnos en un vehículo a través de la pequeña vía que conduce desde Santiago hacia el  barrio, sus habitantes se dedican a la agricultura y ganadería, su fiesta más destaca es la de la Virgen del Cisne, la cual se celebra el último fin de semana del mes de agosto. Los lugareños son gente mestiza, aunque existen diferencias, como por ejemplo, desde blancos hasta montubios.
En la pequeña vía, en el su costado superior se encuentra un canal, que conduce o lleva aguas, que son tomadas del río de la parroquia Santiago, y del río del barrio Cachipirca, este líquido vital llega hasta la ciudad de Loja, o a un barrio llamado Solamar, pero según la versión de la gente este vertiente es para los riegos.  
Entre los barrios que conforman la Parroquia se pueden mencionar: 
1. Barrio Central
2. Cachipirca
3. Minas
4. San José
5. Sayo
6. Cenen
7. Pucala
8. El Gallo
9. la Chorrera
10. El Pogllo
11. Manzano
12. Liria
13. Lliclla
14. Posin
15. Challipaccha
16. Aguacate
17. Chacoyanta.

## Límites Parroquiales
- Norte: con las parroquias San Pablo de Tenta (cantón Saraguro) y parte de las parroquias San Lucas y Gualel
- Sur: con la parroquia Jimbilla y la parroquia urbana de Loja El Valle
- Este: con la parroquia San Lucas
- Oeste: con las parroquias de Taquil, Chantaco, Chuquiribamba y Gualel

## Centros Educativos
Posee actualmente, 8 centros educativos: 1 colegio y 7 escuelas.
El Colegio lleva el nombre de Abdón Calderón Muñoz y las Escuelas se llaman:
- Escuela Luis Pasteur
- Escuela Magdalena Dávalos
- Escuela Perez Tagle
- Escuela Mercedes Palacios de Carpio
- Escuela López de León
- Escuela Rosa Matilde Alvear
- Escuela Leopoldo N. Chávez

## Bosques Protectores
La Provincia de Loja, cuenta con 15 bosques protectores, dos de los cuales se encuentran en Santiago, estos bosques son: 
- El Sayo
- Dr. Servio Aguirre Villamagua

## Cerros y formaciones naturales
Santiago, disfruta de una gran cantidad de elevaciones por encima de los 2900 m s. n. m., ideales para practicar el senderismo, montañismo y turismo de aventura. Los Cerros más conocidos son:
- Cerro Santa Bárbara (3300 m s. n. m.)
- Cerro Tiura (2800 m s.n.m.)
- Cerro Duco (2600 m s. n. m.)
- Cerro El Duco (2700 m s. n. m.)
- Cerro Viñamano (2700 m s. n. m.)
- Cerro Veracura   (3100 m s.n. m.)
- Cerro Llustirumi (3200 m s. n. m.)
- Cerro Pucapilar (2600 m s. n. m.)
- Cerro Borma (3000 m s. n. m.)

- Datos: Q9074200